# Chlaenius dimidiatus
Chlaenius (Amblygenius) dimidiatus – gatunek chrząszcza z rodziny biegaczowatych, podrodziny Liciniae i plemienia Chlaeniini.
Gatunek ten opisany został w 1842 roku przez Maximiliena Chaudoira.
Chrząszcz palearktyczny o chorotypie południowo-zachodnioazjatyckim. Wykazany został z Cypru, Turcji (w tym jej europejskiej części), Armenii, rosyjskiej Syberii Zachodniej, Turkmenistanu, Iraku, Iranu, Libanu, Syrii, Izraela i afrykańskiej części Egiptu. W rejonie Rosji zamieszkuje wyżyny Armenii, Kopet-dag i góry południowo-wschodniej Azji Środkowej. Z Iranu podawany z ostanów Azerbejdżan Wschodni i Teheran.